# Jules Rossi
(Lapide posta sulla casa in cui nacque)
Giulio Rossi, detto Jules (Boccolo de' Tassi, 3 novembre 1914 – Champigny-sur-Marne, 30 giugno 1968), è stato un ciclista su strada italiano.
Professionista dal 1935 al 1950, vinse una Parigi-Roubaix e una Parigi-Tours.

## Carriera

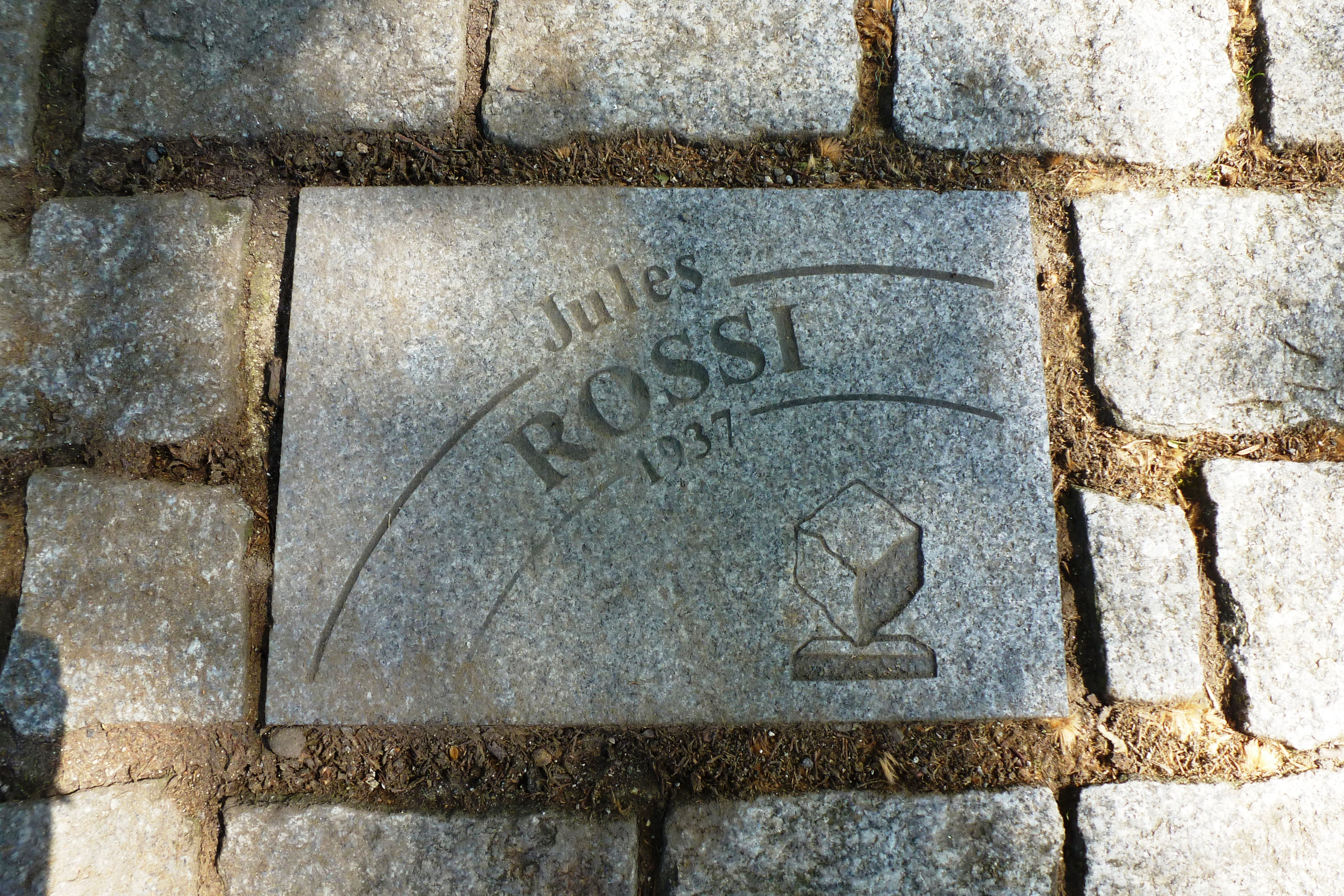
Pavé celebrativo

Nacque a Tiglio, località della frazione Santa Giustina dell'allora comune di Boccolo dei Tassi (attualmente compresa nel comune di Bardi), nella provincia parmense, ed emigrò in Francia da bambino.
Dopo essere stato un buon dilettante, colse piazzamenti importanti nel primo anno da professionista (1935) e l'anno successivo la prima vittoria (Parigi-Saint Étienne). Mantenne la cittadinanza italiana ma divenne conosciuto come Jules. Nel 1936 terminò secondo alla Bordeaux-Parigi e quinto alla Parigi-Roubaix, in cui trionfò l'anno successivo. Nel 1938 si impose anche alla Parigi-Tours, aggiudicandosi il nastro giallo che distingueva, e distingue, il ciclista che ha corso più velocemente una gara con chilometraggio superiore ai duecento chilometri; quell'anno la media fu di 42,097 km/h, record battuto nel 1948 dal belga Rik Van Steenbergen.
Nel 1937 si corse la trentaseiesima edizione della corsa conosciuta come Inferno del Nord. I favoriti erano i belgi e l'Italia puntava su Marco Cimatti. Dopo un'iniziale fuga di un gruppetto, Félicien Vervaecke partì da solo e venne raggiunto dopo una ventina di chilometri – tra gli altri - da Rossi, Danneels e Marcel Kint. A dieci km dal traguardo, Rossi scattò tentando di staccare i belgi, ma un passaggio a livello chiuso lo fermò. In vista dell'arrivo partì lungo e riuscì ad imporsi sugli avversari.
Non ebbe fortuna con i grandi giri: partecipò al Giro d'Italia nel 1935 e 1936 ma fu costretto a ritirarsi in entrambe le edizioni. Al Tour de France, a cui partecipò con la nazionale italiana, ebbe la stessa sorte, ritirandosi sia nell'edizione 1937, quando cadde con Gino Bartali nel torrente Colau, sia l'anno successivo, quando riuscì tuttavia ad imporsi in una tappa.
Molto più adatto alle corse di un giorno, si impose in due edizioni della Parigi-Reims (1941 e 1943) e terminò secondo alla Parigi-Roubaix del 1944. Era il 2 aprile, giorno del massacro di Ascq, rappresaglia compiuta poco distante dalle truppe naziste, ed al traguardo di Roubaix si presentarono in dieci, tra i quali Rossi era favorito: il belga De Simpelaere, rientrato nel gruppetto di testa grazie ad un passaggio a livello che costrinse i fuggitivi a fermarsi nella parte finale della gara, lo batté.
Partecipò al Gran Premio delle Nazioni in quattro edizioni: nel 1941 vinse la prova svoltasi nel territorio della Francia libera dall'occupazione nazista, e terminò al terzo posto l'anno successivo, nella gara nella Francia occupata. Nel 1943 e nel 1944 colse altrettanti secondi posti.
Corse fino al 1950, distinguendosi per essere stato il primo italiano ad imporsi nell'Inferno del Nord (la Parigi-Roubaix), finché non fu scoperta la nazionalità italiana di Maurice Garin.
Morì il 30 giugno 1968.

## Palmarès
- 1927

Coppa Città di Cuorgnè
- 1935

Parigi-Troyes
- 1936

Parigi-Saint Étienne
- 1937

Parigi-Roubaix
- 1938

Parigi-Tours
6ª tappa, 1ª semitappa Tour de France
Grand Prix de l'Echo d'Alger
- 1941

Grand Prix des Nations
Parigi-Reims
- 1943

Parigi-Reims

### Altri successi
- 1945

Natura-Critérium des Champions d'Europe

## Piazzamenti

### Grandi Giri
- Tour de France

1937: ritirato (8ª tappa)
1938: ritirato (13ª tappa)
- Giro d'Italia

1935: ritirato
1936: ritirato

### Classiche monumento
- Milano-Sanremo

1935: 35º
1937: 16º
1938: 20º
- Giro delle Fiandre

1939: 14º
- Parigi-Roubaix

1936: 5º
1937: vincitore
1943: 51º
1944: 2º

### Competizioni mondiali
- Campionati del mondo su strada

Copenaghen 1937 - In linea Professionisti: ritirato

## Riconoscimenti
- Nastro giallo: 1938